# 岡崎市立根石小学校
岡崎市立根石小学校（おかざきしりつ ねいししょうがっこう）は、愛知県岡崎市欠町にある公立小学校。

## 概要
1872年（明治5年）に創立した。
梅園小学校とともに岡崎市立甲山中学校の学区を構成する。近年、児童数が激減している。
| 調査日       | 児童数 | 通常学級 | 特別支援学級 | 出典  |
| ------------ | ------ | -------- | ------------ | ----- |
| 2013年4月8日 | 825人  | 24       | 4            | [ 2 ] |
| 2019年5月1日 | 746人  | 21       | 6            | [ 3 ] |
| 2020年5月1日 | 725人  | 21       | 5            | [ 4 ] |
| 2021年5月1日 | 680人  | 20       | 7            | [ 5 ] |
| 2022年5月1日 | 676人  | 21       | 8            | [ 6 ] |
| 2023年5月1日 | 641人  | 21       | 6            | [ 7 ] |
| 2024年5月1日 | 620人  | 22       | 5            | [ 1 ] |

## 学区
| 町名 | 進学先     |
| --- | ---------- |
| 根石町、朝日町、若宮町、小呂町、蓬萊町、欠町、元欠町、栄町、両町2丁目（市道伝馬線以南）、両町3丁目、中町字番町、中町字東丸根、中町字長狭間（8番地50〜8番地86を除く）、中町字小猿塚、中町字北野東、中町字栄町、中町字大門通、中町1丁目〜10丁目 | 甲山中学校 |

（2022年12月26日現在）

## 歴史
- 1872年（明治5年）5月 - 投町（現在の岡崎市若宮町）有志が同町の法円寺を仮校舎として読み書き算盤の教育を開始。
- 1872年（明治5年）9月 - 小学校則発布に伴い小学校支校根石学校となった。
- 1873年（明治6年）9月 - 第二大学区内第八番中学区内額田郡岡崎投町第五番小学根石学校に改称。
- 1880年（明治13年）7月 - 額田郡根石学校と改称。
- 1882年（明治15年） - 明大寺に校舎を新築した。
- 1887年（明治20年）4月 - 根石・天磨・岡崎の3校を統合して愛知県額田郡尋常小学校となる。
- 1892年（明治25年）9月 - 小学校令の改正により額田郡岡崎町立投尋常小学校と改称。
- 1916年（大正5年）10月 - 市制施行により岡崎市立投尋常小学校に改称。
- 1937年（昭和12年）4月 - 現在地へ移転して岡崎市根石尋常小学校に改称。
- 1941年（昭和16年）4月 - 岡崎市根石国民学校に改称。
- 1945年（昭和20年）7月 - 岡崎空襲で校舎が焼失するなどの被害を受け、2部授業を実施した。
- 1947年（昭和22年）4月 - 岡崎市立根石小学校へ改称。
- 1948年（昭和23年）10月 - 岡崎市立梅園小学校と合併し、岡崎市立甲山中学校に校舎を提供した。
- 1949年（昭和24年）11月 - 梅園小学校との統合を解除して根石小学校が復元したが、1950年（昭和25年）までは2部授業を行った。
- 1970年（昭和45年）2月 - 新校舎（鉄筋3階建・12教室）竣工。
- 1979年（昭和54年）2月 - 校舎増改築（鉄筋3階建・6教室）完工。
- 2013年（平成25年）11月 - 優良PTA文部科学大臣表彰。
- 2014年（平成26年）10月 - 第81回NHK全国学校音楽コンクール全国コンクールに合唱部が初出場した[9]。
- 2017年（平成29年）12月 - 第5回全国小・中学校リズムダンスふれあいコンクールに6年松組が初出場し第2位を獲得した[10]。

## その他

### 制服
市立の小学校にしては珍しく制服があり、男子は襟の寝た（国民学校風の）学生服、女子は地域で「スズメ服」の愛称がある茶色のブレザーと吊りスカートを着用する。ただし、これは岡崎市の市立学校によくあるように正式行事の際にのみの着用となっており、普段は体操服での登下校となっている。しかしブレザーは寒くなると着てもいい。

### クラス名
本校では他校のような「1組、2組……」「A組、B組…」といったクラス名ではなく、古くから「松竹梅雪月花星虹」をクラス名にあてている（例：1年松組）。元々花組、星組は伝統的に特別支援教育学級のクラス名とされていたが今は月組、星組、風組となり、花組は通常学級となっている。虹組は院内学級のクラス名とされている。

## 著名な出身者
- 木村資生（遺伝学者）
- 中根千枝（社会人類学者）[11]
- 瀬川康男（画家、絵本作家）[12]
- 杉浦直樹（俳優）
- 大野真澄（歌手、元ガロのメンバー）[13]
- 糟谷銑司（音楽プロデューサー）
- 桃井聖司（作曲家）[14]
- 山口敦子（水産学者）[15][16]